# 470 en voile aux Jeux olympiques d'été de 2024
Pour un article plus général, voir Voile aux Jeux olympiques d'été de 2024.
Navigation
Los Angeles 2028
L'épreuve de 470 en voile aux Jeux olympiques d'été de 2024 a lieu du 3 au 7 août 2024 à la Marina de Marseille, dans le sud de la France.

## Format de la compétition
Cette épreuve comprend une série de 12 régates. À chacune d’elles, des points sont attribués en fonction de la position : le vainqueur obtient un point, le deuxième marque deux points, et ainsi de suite.
Après les 12 premières régates, les points attribués dans la course où le concurrent a réalisé sa plus mauvaise performance sont retirés et les points restants sont additionnés.
Les 10 équipes avec les meilleurs scores disputent ensuite la régate finale s'appelant la course aux médailles pour laquelle les points sont doublés : deux points pour la première place, quatre points pour la deuxième place et ainsi de suite.
Le total des points obtenus à l’issue de la régate finale détermine le classement : l'équipage ayant le score le plus bas est déclaré vainqueur.
Pendant les courses, les concurrents effectuent un parcours en forme d’énorme triangle, se dirigeant vers la ligne d'arrivée après avoir affronté le vent dans les trois directions. Ils doivent passer les bouées de marquage un certain nombre de fois et dans un ordre prédéterminé.

## Médaillés
| Or                               | Argent                           | Bronze                                |
| Autriche- Lara Vadlau Lukas Mähr | Japon- Keiju Okada Miho Yoshioka | Suède- Anton Dahlberg Lovisa Karlsson |

## Programme
| Date            | Horaire | Manche               |
| --------------- | ------- | -------------------- |
| Samedi 3 août   | 11 h 00 | Régates              |
| Dimanche 4 août | 11 h 00 | Régates              |
| Lundi 5 août    | 11 h 00 | Régates              |
| Mardi 6 août    | 11 h 00 | Régates              |
| Mercredi 7 août | 11 h 00 | Course aux médailles |

## Résultats détaillés
Le résultat barré est le plus mauvais de l’équipe concernée. Il n’est pas pris en compte dans le sous-total.
| Rang                                | Athlètes                                      | Régates | Régates | Régates | Régates | Régates | Régates | Régates | Régates | Sous-total | CM       | Total final |
| Rang                                | Athlètes                                      | 1       | 2       | 3       | 4       | 5       | 6       | 7       | 8       | Sous-total | CM       | Total final |
| ----------------------------------- | --------------------------------------------- | ------- | ------- | ------- | ------- | ------- | ------- | ------- | ------- | ---------- | -------- | ----------- |
| Médaille d'or, Jeux olympiques      | Autriche- Lara Vadlau - Lukas Mähr            | 20 BFD  | 5       | 3       | 1       | 7       | 1       | 5       | 2       | 24 pts     | 14       | 38 pts      |
| Médaille d'argent, Jeux olympiques  | Japon- Keiju Okada - Miho Yoshioka            | 1       | 2       | 2       | 6       | 14      | 12      | 9       | 3       | 35 pts     | 6        | 41 pts      |
| Médaille de bronze, Jeux olympiques | Suède- Anton Dahlberg - Lovisa Karlsson       | 7       | 14      | 1       | 2       | 1       | 13      | 11      | 4       | 39 pts     | 8        | 47 pts      |
| 4                                   | Espagne- Jordi Xammar - Nora Brugman          | 5       | 6       | 5       | 3       | 6       | 3       | 3       | 6       | 31 pts     | 18       | 49 pts      |
| 5                                   | Portugal- Diogo Costa - Carolina João         | 20 BFD  | 3       | 16      | 14      | 2       | 4       | 2       | 8       | 49 pts     | 4        | 53 pts      |
| 6                                   | France- Camille Lecointre - Jérémie Mion      | 11      | 10      | 13      | 4       | 5       | 5       | 6       | 13      | 54 pts     | 2        | 56 pts      |
| 7                                   | Israël- Nitai Hasson - Noa Lasry              | 10      | 7       | 18      | 9       | 8       | 2       | 7       | 14      | 57 pts     | 10       | 67 pts      |
| 8                                   | Suisse- Yves Mermod - Maja Siegenthaler       | 20 BFD  | 1       | 14      | 16      | 4       | 7       | 1       | 9       | 52 pts     | 16       | 68 pts      |
| 9                                   | Australie- Nia Jerwood - Conor Nicholas       | 6       | 20 BFD  | 7       | 7       | 3       | 16      | 8       | 15      | 62 pts     | 12       | 74 pts      |
| 10                                  | Brésil- Henrique Haddad - Isabel Swan         | 12      | 12      | 10      | 12      | 9       | 8       | 13      | 1       | 64 pts     | 20       | 84 pts      |
| 11                                  | Grande-Bretagne- Vita Heathcote - Chris Grube | 2       | 16      | 8       | 5       | 12      | 20 BFD  | 15      | 7       | 65 pts     | Éliminés | Éliminés    |
| 12                                  | Grèce- Ariadne Spanaki - Odysseas Spanakis    | 13      | 11      | 6       | 17      | 13      | 11 DPI  | 4       | 10      | 68 pts     | Éliminés | Éliminés    |
| 13                                  | États-Unis- Stu McNay - Lara Dallman-Weiss    | 9       | 17      | 4       | 13      | 11      | 6       | 18      | 12      | 72 pts     | Éliminés | Éliminés    |
| 14                                  | Allemagne- Simon Diesch - Anna Markfort       | 8       | 4       | 9       | 10      | 16      | 9       | 19      | 20 RET  | 75 pts     | Éliminés | Éliminés    |
| 15                                  | Italie- Elena Berta - Bruno Festo             | 3       | 13      | 12      | 15      | 10      | 20 DNF  | 12      | 11      | 76 pts     | Éliminés | Éliminés    |
| 16                                  | Turquie- Deniz Çınar - Lara Nalbantoğlu       | 14      | 9       | 15      | 8       | 18      | 11      | 14      | 5       | 76 pts     | Éliminés | Éliminés    |
| 17                                  | Chine- Xu Zangjun - Liv Yixiao                | 4       | 15      | 11      | 11      | 15      | 14      | 16      | 16      | 86 pts     | Éliminés | Éliminés    |
| 18                                  | Slovénie- Tina Mrak - Jakob Božič             | 15      | 8       | 17      | 18      | 17      | 15      | 10      | 17      | 99 pts     | Éliminés | Éliminés    |
| 19                                  | Angola- Matias Montinho - Manuela Paulo       | 16      | 18      | 20 DNS  | 20 DNC  | 19      | 18 DPI  | 17      | 18      | 126 pts    | Éliminés | Éliminés    |